# Cathetopteron amoena
Cathetopteron amoena är en skalbaggsart som beskrevs av Hamilton 1896. Cathetopteron amoena ingår i släktet Cathetopteron och familjen långhorningar. Inga underarter finns listade.